# Галесвинта

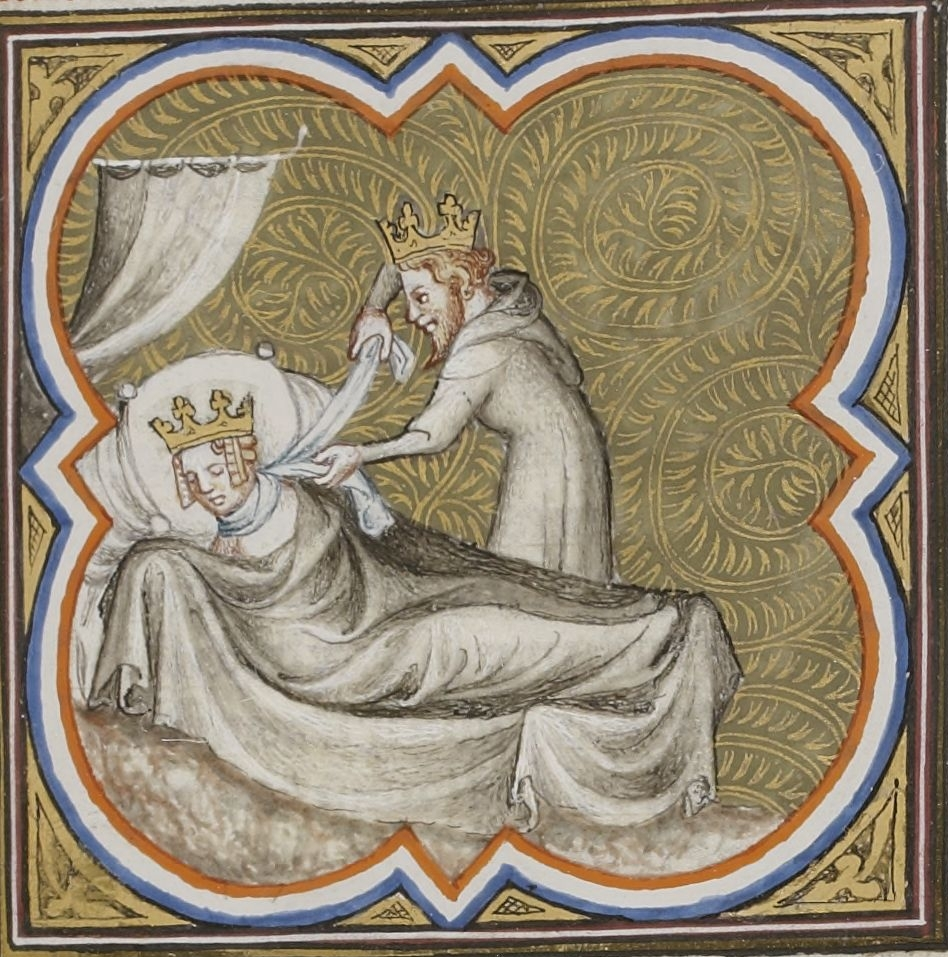
Удушение Галесвинты. Большие французские хроники.

Галесвинта (лат. Galesvinta, Galsvinta или Galsuinda; ок. 540 — 568) — вторая жена (с 567 года) короля франков Хильперика I.

## Биография
Галесвинта родилась приблизительно в 540 году, она была старшей дочерью короля вестготов Атанагильда и его жены Гоисвинты. Чтобы иметь возможность направить все свои силы на изгнание византийцев с Пиренейского полуострова, Атанагильд удачной брачной политикой обеспечил себе мир с франками. Для достижения этих целей он заключил с последними брачный договор, чтобы при необходимости использовать их в качестве союзников в борьбе с Константинополем. Выполняя условия этого договора, Атанагильд в 566 году выдал свою младшую дочь Брунгильду за короля Австразии Сигиберта I. По свидетельству же Григория Турского, сам Сигиберт, видя, что его братья выбирали жён, недостойных себя, и по своему капризу сочетались браком даже со служанками, после заключения договора сам отправил в Испанию посольство с богатыми подарками и приказал просить руки Брунгильды.
Затем, по примеру своего брата Сигиберта, Хильперик I, единственный сына Хлотаря I и Арнегунды, попросил руку Галесвинты, старшей дочери короля вестготов Атанагильда, хотя у него уже было много жён более низкого происхождения. Однако, Атанагильд, наслышанный о его распутном характере, не торопился отдавать свою дочь за него, хотя Хильперик и сказал ему, что возьмёт в жёны только женщину, достойную себя и королевского рода. Переговоры затянулись и продолжались до 567 года, когда умер старший брат Хильперика — Хариберт I, королевство которого было поделено между оставшимися тремя братьями. Хильперик получил Лимож, Каор, Дакс, Бордо, Беарн, Бигорр и несколько кантонов в Верхних Пиренеях. Таким образом, король Нейстрии, не имевший ни одного города южнее Луары, стал ближайшим соседом короля вестготов, что ускорило брак между ним и Галесвинтой. Пообещав ей в качестве свадебного подарка города Лимож, Каор, Бордо, Беарн и Бигорр и, дав слово, что удалит от себя Фредегонду, Хильперик женился на ней в том же году в Руане (возможно в марте).
Может быть, Хильперик её даже любил, ведь Галесвинта привезла с собой большое наследство. Какое-то время он соблюдал обещание, но вскоре интриги бывшей наложницы короля Фредегонды принесли свои плоды. Хильперик быстро охладел к Галесвинте, потому что не мог забыть Фредегонду, из-за любви к которой между супругами постоянно вспыхивали мелкие ссоры. Кстати, Галесвинта была обращена в католическую веру и миропомазана, то есть была его законной женой. Она постоянно жаловалась королю на то, что терпит обиды, и говорила, что, живя с ним, не пользуется никаким почётом. В итоге, в 568 году, между ними разразился большой скандал и она попросила его, чтобы ей разрешили вернуться домой, а приданое, привезённые с собой, она решила оставить ему. Король же ловко притворился, успокоил её ласковыми словами и уложил спать, затем приказал слуге удушить её во сне, а утром как будто бы нашёл мертвой в постели. Между тем молва стала обвинять в убийстве самого Хильперика, а Фредегонда вернулась ко двору неоспоримой хозяйкой и скоро стала именоваться новой королевой.

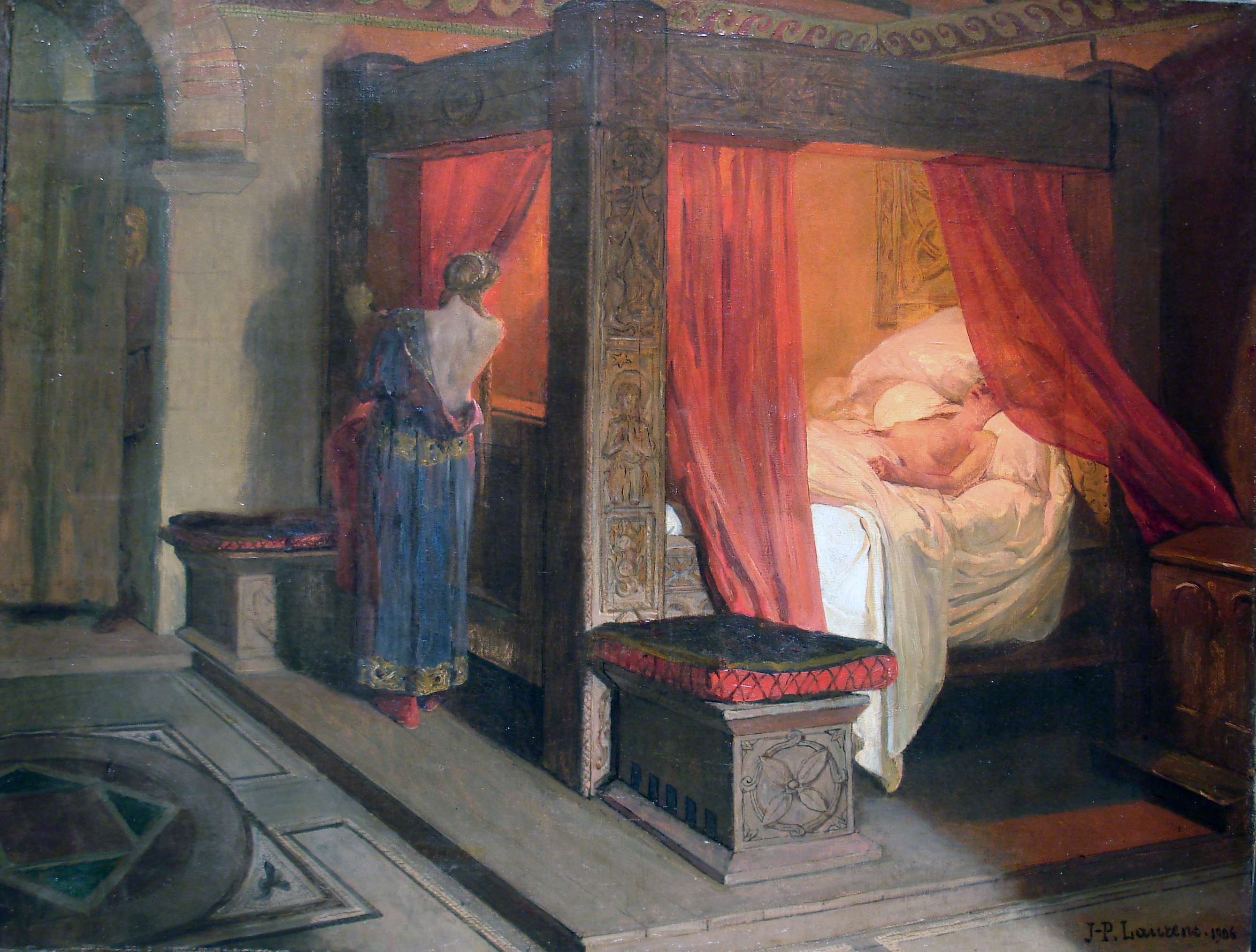
Жан-Поль Лоран. Смерть Галесвинты. Картина 1906 года

С этого времени началась серия продолжавшихся полвека (до 613 года) династических войн, получивших название «войн Фредегонды и Брунгильды». Возмущённая королева Австразии Брунгильда решила отомстить за свою сестру, и её муж, Сигиберт I, на которого она имела огромное влияние, начал войну против Хильперика. В 569 году при посредничестве третьего брата, Гунтрамна, было созвано общенародное судебное собрание, которое постановило, что в качестве пени за убийство виновный в нём Хильперик должен передать королеве Брунгильде, как сестре Галесвинты, те пять городов в Аквитании, которые та должна была получить в качестве свадебного подарка. А война та закончилась неудачно: Сигиберт был убит в 575 году, а Брунгильда — взята в плен в Париже, но вскоре Хильперик отпустил её и отправил в изгнание в Руан, а её сокровища присвоил себе.